# Долгая Пустошь (Новосанжарский район)
Долгая Пустошь (укр. Довга Пустош) — село,
Драбиновский сельский совет,
Новосанжарский район,
Полтавская область,
Украина.
Код КОАТУУ — 5323481004. Население по переписи 2001 года составляло 92 человека.

## Географическое положение
Село Долгая Пустошь находится на одном из истоков реки Маячка,
выше по течению на расстоянии в 1,5 км расположено село Волковка.
Река в этом месте пересыхает, на ней сделана запруда.

## История
- 1790 — дата основания.